# YTV (rete televisiva)
YTV è un canale televisivo canadese in lingua inglese rivolto ad un pubblico giovanile. È disponibile per via cavo e via satellite o IPTV in tutto il mondo. Attualmente, dal 1999 è interamente posseduta da Corus Entertainment. Oltre a produrle, YTV acquisisce anche trasmissioni da diversi canali, tra cui Nickelodeon, che non era disponibile in Canada fino al 2 novembre 2009.

## Storia
Il canale è stato concesso in licenza dalla Canadian Radio-Television and Telecommunications Commission (CRTC) nel 1987. Lanciato il 1 settembre 1988, alle 19:00. EST con uno speciale in anteprima di John Candy, YTV è stato il successore di due precedenti servizi di programmazione speciali gestiti da varie società via cavo dell'Ontario a partire dalla fine degli anni '70. I due maggiori azionisti di YTV erano due compagnie via cavo, Rogers Cable e CUC Broadcasting, che fu successivamente acquisita da Shaw Communications. Nel 1995, attraverso varie acquisizioni e operazioni, Shaw si era assicurato il pieno controllo di YTV; è stato lanciato come parte di Corus Entertainment nel 1999. Il canale continua ad essere di proprietà di YTV Canada (utilizzato per YTV e la sua rete affiliata Treehouse TV), ora interamente di proprietà di Corus Entertainment sotto la divisione Corus Kids.
Nel 1998, YTV ha iniziato a utilizzare un fattore "gross-out" in stile Nickelodeon nel suo marchio, con molta meno melma, e ha iniziato a usare lo slogan "Keep It Weird". Nel corso degli anni, YTV ha utilizzato diversi loghi in onda diversi, con la stessa disposizione di lettere bianche su varie creature bizzarre e fantasiose. Il logo utilizzato sui crediti di produzione presenta questa disposizione su uno schermo rosso di un televisore viola stilizzato.
Il 18 settembre sono state approvate due applicazioni di canali speciali Corus per estensioni YTV, YTV POW!, un genere di azione, avventura e genere di supereroi per bambini di provenienza internazionale e YTV OneWorld, rivolto a bambini dai 6 ai 17 anni con viaggi, umorismo, giochi e STEM, 2008. La licenza YTV OneWorld è stata utilizzata per il lancio di Nickelodeon Canada.
Nell'autunno del 2005, un nuovo post-18:00 lo stile pubblicitario è stato sviluppato per un pubblico più anziano, che utilizzava un logo molto più semplice e un packaging più elegante con tattiche di incasso ridotte. Nella primavera del 2006, il semplice logo è apparso per la prima volta sulle promozioni di YTV e persino sui titoli di coda della nuova programmazione originale. Nel 2007, questo look è stato adottato per l'intero canale. Nel settembre 2009, il logo è stato leggermente modificato: presentava nuovi colori e lo sfondo è stato semplificato. Le variazioni ai paraurti sono state ridotte. Invece, ci sono grandi e opache grafiche digitali su schermo che dicono agli spettatori quali programmi stanno per arrivare e promozioni dei programmi. Nel settembre 2012, il logo è stato modificato esteticamente.
Nel 2013, dopo che Corus Entertainment ha completato l'acquisizione delle reti Teletoon, YTV ha iniziato a trasmettere repliche di programmazione Teletoon selezionata, comprese le serie originali e acquisite. A loro volta, alcuni programmi trasmessi su YTV (come Pokémon, il franchise di Yu-Gi-Oh!, Oh No! It's a Alien Invasion e Power Rangers) sono stati spostati in Teletoon.
Il 6 ottobre 2014, il canale ha subito un aggiornamento del marchio, con una nuova grafica e rilasci creati da Eloisa Iturbe Studio. Inoltre, il canale ha aggiornato il suo logo facendolo rivolto verso l'alto a sinistra anziché direttamente al pubblico.

## Programmazione
Il programma di YTV prevede principalmente programmi per bambini e adolescenti, con un pubblico target che va dai bambini ai giovani adulti. All'estremità superiore di questa gamma ci sono ripetizioni di drammi come Smallville. Ha trasmesso un numero significativo di sitcom britanniche a tarda notte, come My Family, ma queste sono state eliminate. È stato il primo canale a trasmettere la prima serie completamente animata al computer ReBoot, e ha trasmesso la première nordamericana di Sailor Moon. Mentre alcuni dei suoi spettacoli sono rivolti a un pubblico più giovane, altri sono destinati agli adolescenti più grandi, con alcuni degli spettacoli che trattano di contenuti per adulti e temi per adulti.
Mentre produce o commissiona una parte sostanziale della sua programmazione, YTV acquisisce e trasmette anche la maggior parte della serie originale trasmessa dai servizi americani simili Cartoon Network e Nickelodeon, che non erano disponibili in Canada fino a quando Corus non ha lanciato versioni nazionali dei canali il 2 novembre 2009 per Nickelodeon e il 4 luglio 2012 per Cartoon Network.

### Blocchi di programmazione
- The Zone - Trasmissione pomeridiana nei giorni feriali dalle 16:00 alle 18:00 EST, The Zone presenta serie TV animate e live action; è ospitato da Jason Agnew e Tyra Sweet.
- The Zone Weekend - Una versione mattutina di The Zone ospitata da Jason Agnew; in onda dalle 7:00 alle 12:00 EST.
- Big Fun Movies - Un blocco di film che va in onda dal lunedì al giovedì alle 19:00, il venerdì alle 20:00 e nei fine settimana alle 12:00 e le 18:00 EST. È ospitato da Duhin Nanda la domenica.

#### Blocchi di programmazione stagionali
- Mucho Marcho - Questo blocco va in onda i film ogni marzo.
- Fang-Tastic - Questo blocco trasmette film e speciali di Halloween ogni ottobre.
- Merry Everything - Questo blocco va in onda speciali e film per le vacanze per tutto il mese di dicembre. In precedenza era noto come "Big Fun Holidays" dal 2009 al 2011 e "Merry 6mas" dal 2012 al 2016.

#### Ex blocchi di programmazione
- The Treehouse - Questo blocco era un blocco di programmazione giornaliero rivolto ai bambini in età prescolare; è stato ospitato da PJ Todd, PJ Krista e Jennifer Racicot (PJ Katie) e presentava marionette conosciute come The Fuzzpaws. Questo blocco ha trasmesso spettacoli come Wishbone, Banane in pigiama, Once Upon a Hamster, The Big Comfy Couch, The Adventures of Dudley the Dragon, Fraggle Rock e PJ Katie's Farm. Inizialmente, questo segmento non aveva un nome specifico ed era attivo dalle 10:00 EST fino al passaggio all'Afterschool Zone. I padroni di casa originali erano Jenn Beech e Shandra. Gord Woolvett ha agito come sostituto di PJ sia per questo blocco che per The Afterschool Zone. Il blocco "The Treehouse" è stato successivamente espulso nel suo canale di specialità, Treehouse TV, che è stato autorizzato nel 1996 dalla Canadian Radio-Television and Telecommunications Commission (CRTC) e lanciato il 1 novembre 1997.
- The Alley - Questo era il blocco di programmazione mattutina del fine settimana, che era ospitato dai PJ esistenti dei segmenti della settimana, insieme ai Grogs.
- YTV News - Questa serie era un programma di notizie di 30 minuti rivolto ai bambini; è andato in onda la domenica, il lunedì e il martedì ed è stato pubblicizzato come l'unica rivista di televisione nazionale orientata ai giovani. "YTV News" è stato ospitato da Janis Mackey, Marret Green, Exan, Honey Khan, Cory Atkins, Mark McAllister e Wilf Dinnick, che hanno coperto molte storie dalle elezioni canadesi alle questioni mondiali. Gli spettatori di "YTV News" sono stati incoraggiati a creare i propri editoriali di notizie su se stessi e inviarli per essere trasmessi. "YTV News" ha condiviso le strutture con CTV News ed è stato brevemente ritrasmesso su CTV la mattina del fine settimana, anche se con il titolo "Wuz Up".
- The Breakfast Zone - È andato in onda in una fascia oraria mattutina. È stato co-creato e prodotto da Kim Saltarski, che interpretava anche il personaggio di Bobby Braceman. Originariamente ospitato da Jenn Beech e Paul McGuire, con Aashna Patel che presto sostituì Beech, il blocco era inteso come una versione mattutina di The Zone, ma funzionava più come un singolo programma di lunga durata che come un blocco reale. I programmi sono iniziati in periodi molto più arbitrari, poiché le battute tra i presentatori di live action sono diventate più centrali rispetto al semplice materiale di riempimento. Il blocco fu successivamente rinominato "B-Zone", ospitato da Taylor, e quindi rinominato di nuovo con lo stesso nome, invece ospitato da PJ Katie (Jennifer Racicot) e Zeke, una curiosa creatura proveniente dallo spazio (interpretata dal burattinaio Todd Doldersun).
- The Vault - Questo blocco di sabato sera lanciato nel 1997 con la spinta di YTV verso un vecchio demografico. "The Vault" era rivolto agli adolescenti con la sua estetica visiva, che giocava pesantemente su metallo, macchinari, immagini shock ed elettronica. La programmazione sul blocco includeva ReBoot, Rombi di tuono e cieli di fuoco per i Biocombat, Deepwater Black e Buffy l'ammazzavampiri.
- YTV Shift - Questo blocco in prima serata andava in onda programmi come ReBoot, Hai paura del buio?, Rombi di tuono e cieli di fuoco per i Biocombat e Piccoli brividi. "YTV Shift" è stato ospitato da Aashna Patel e Paul McGuire.
- Brainwash - Un blocco di programmazione per il fine settimana trasmesso il sabato e la domenica mattina. È stato ospitato da Carrie Funkwash (musicista e burattinaio Ali Eisner) e Ed Brainbin (Shaun Majumder) da un set colorato con pipe e schermi video. Majumder lasciò lo spettacolo nel 1997 e fu sostituito da Peter Oldering. Il concetto è stato creato e prodotto originariamente da Kim J. Saltarski e Atul N. Rao, successivamente prodotto da Karen Young. "Brainwash" aveva molti slogan come "Metti un giro sulla tua realtà", "Il mal di testa è un'ottima fonte di ferro" e "La lavanderia automatica di YTV". Il tema era un gioco di parole usando bolle, lavatrici e immagini del cervello. Ha presentato programmi come Bump in the Night, Astro Boy, Sailor Moon e La Pantera Rosa.
- Spine-Chilling Saturday Nights - Un blocco del sabato sera che ruota attorno agli spettacoli più oscuri di YTV, questo blocco del 1998 è stato il prototipo di The Dark Corner. La programmazione consisteva in Piccoli brividi, Hai paura del buio? e Buffy l'ammazzavampiri.
- Whiplash Wednesdays - Trasmesso mercoledì dopo The Zone; questo blocco si è concentrato su supereroi e programmi TV d'azione. Il suo marchio si concentrava su strani personaggi guerrieri che ricevevano colpi di frusta titolari da calci, braciole e pugni.
- Snit Station - Questo ha sostituito "Brainwash" nella slot del mattino del fine settimana ed è stato ospitato da Stephanie Broschart e dalla mascotte robotica di YTV, Snit. La programmazione di "Snit Station" comprendeva Animaniacs, I pronipoti, Gli antenati, Garfield e i suoi amici e Braccobaldo Bau. Quando Snit in seguito lasciò "Snit Station", questo blocco divenne noto come "Vortex". "Snit Station" è stato prodotto da Christine McGlade.
- Limbo - Questo è stato il primo blocco di YTV per adolescenti e presentava programmi come Daria, Stressed Eric, Home Movies, Lucy Sullivan Is Getting Married e Downtown. "Limbo" trasmesso originariamente dalle 20:00 alle 12:00 EST, ma alla fine è stato rinviato all'01: 00 alle 05:00 EST prima di essere cancellato.
- The Dark Corner - Un blocco di programmazione che è andato in onda il sabato sera, questo blocco presentava programmi TV come Piccoli brividi, Hai paura del buio?, Freaky Stories e Buffy l'ammazzavampiri.
- YTV Jr.- Questo blocco di programmazione nei giorni feriali ha trasmesso programmi per bambini in età prescolare senza pubblicità come Rupert e Nanalan. Questo blocco di programmazione divenne successivamente obsoleto come Treehouse TV, il canale dedicato ai bambini di YTV e la rete gemella, che è diventato ampiamente disponibile; è stato successivamente sostituito da un blocco chiamato "YTV Playtime".
- YTV PlayTime - Questo è stato trasmesso nei giorni feriali dalle 9:00 alle 12:00 EST ed era rivolto ai bambini in età prescolare; consisteva in varie serie TV animate. A differenza degli altri blocchi di YTV, YTV Playtime è stato trasmesso senza pubblicità, ad eccezione delle pubblicità per i propri spettacoli.
- Vortex - È andato in onda su YTV dal 2001 al 24 giugno 2006. È stato ospitato da Stephanie Broschart, che è partita nel 2003 ed è stata sostituita da Paula Lemyre. A differenza dei suoi predecessori, "Vortex" era esclusivo delle mattine del sabato; il blocco si basava principalmente su cartoni animati a tema d'azione. Si è conclusa il 24 giugno 2006, alla partenza di Lemyre da YTV.
- Bionix - Questo blocco è stato la programmazione d'azione di YTV e la messa in onda del blocco anime dal 10 settembre 2004 al 7 febbraio 2010. Il blocco è andato in onda venerdì sera fino al 19 luglio 2008, quando è stato spostato dal venerdì alla sua nuova fascia oraria il sabato, dalle 8: 00 pm alle 22:00 EST. Nel settembre 2009 è passato alla domenica sera, dove è andato in onda dalle 12:00 alle 2:00 EST fino a quando non è stato sospeso il 27 febbraio 2010.
- 3 Hairy Thumbs Up - Questo era l'ex blocco cinematografico di YTV, in onda nei pomeriggi del fine settimana. È stato l'ultimo blocco di programmazione YTV a utilizzare lo slogan "Keep it Weird".
- ZAPX Movies - Questo era un blocco di film trasmesso dopo "3 Hairy Thumbs Up" (in seguito "Moovibot") la domenica (ex sabato) ed era ospitato da Simon Mohos. Il blocco è stato interrotto nel 2011, quando YTV ha lanciato un nuovo blocco cinematografico nel weekend chiamato "Big Fun Movies".
- Big Fun Fridays - Un blocco in prima serata trasmesso il venerdì sera alle 18:00 EST, con un film alle 19:00 EST. Nel 2009, è stato ampliato in "Big Fun Weeknights".
- CRUNCH - Questo era un blocco di programmazione del sabato mattina dedicato all'animazione su YTV, lanciato nel 2006 e terminante nel 2013. È stato ospitato da Ajay Fry e successivamente Andy Chapman prima della sua fine nel 2013.
- Famalama DingDong - Un blocco di quattro giorni con Teletoon e Disney Channel a partire dal 12 febbraio 2016. La programmazione da YTV includeva film e nuovi episodi di vari spettacoli YTV.
- YTV's 630 - Questo blocco della settimana è andato in onda in serie d'azione dal vivo alle 18:30 EST.

## Servizi correlati

### Attuale

#### YTV HD
L'11 gennaio 2011, Corus Entertainment ha lanciato un feed ad alta definizione chiamato "YTV HD", che simula il feed di definizione standard della East Coast. Il canale trasmette in formato immagine 1080i ed è disponibile attraverso tutti i principali fornitori di servizi.

#### YTV On Demand
YTV On Demand è un servizio VOD di YTV. Offre episodi di varie serie TV trasmesse su YTV.

#### Treehouse
Treehouse è un canale speciale via cavo e satellitare di categoria A che trasmette programmi destinati ai bambini in età prescolare. È stato lanciato il 1 ° novembre 1997. Il nome del canale è preso dal blocco di programmazione per bambini ormai defunti di YTV, The Treehouse. La casa sull'albero è trasportata a livello nazionale in tutto il Canada e trasmette la sua programmazione senza interruzioni commerciali.

#### Nickelodeon
Nickelodeon è un canale speciale via cavo e satellitare di categoria B che è stato lanciato il 2 novembre 2009 e si basa sul canale via cavo statunitense Nickelodeon. Come le sue controparti negli Stati Uniti e altrove, Nickelodeon trasmette programmi rivolti ai bambini, comprese sia le serie d'azione dal vivo che l'animazione.

### Precedente

#### Vortex on Demand
Nel luglio 2005, Corus Entertainment ha stretto una partnership con Comcast Corporation per lanciare un servizio di video on demand via cavo chiamato "Vortex on Demand" negli Stati Uniti. L'accordo consisteva in 393 serie TV di animazione di 30 minuti dalla biblioteca Nelvana; ha trasmesso programmi come Cadillacs e dinosauri e Medarot. Il servizio è stato sospeso a metà 2007.

#### Bionix On Demand
Nel 2008, Corus Entertainment ha iniziato a offrire un servizio di video on demand chiamato "Bionix On Demand" ai fornitori di cavi canadesi. Rogers Cable e Shaw Cable erano gli unici fornitori a offrire il servizio. Il servizio offriva programmi anime più vecchi e più recenti che non erano trasmessi su YTV stesso. Il servizio di video on demand era precedentemente intitolato "YTV Anime On Demand". Bionix On Demand è stato sospeso il 17 dicembre 2009 ed è stato sostituito da YTV On Demand.

#### YTV GO
YTV GO era un'app mobile TV Everywhere disponibile su App Store e Google Play Store. Era disponibile senza costi aggiuntivi per tutti i clienti abbonati di Access Communications, Bell TV, Cogeco, Shaw Cable, Shaw Direct, Telus e VMedia. Ha offerto episodi di varie programmazioni da YTV. L'app è stata operativa tra settembre 2015 e 1 maggio 2019.